# Анджеевская, Ядвига
Ядвига Анджеевская (пол. Jadwiga Andrzejewska; 30 марта 1915, Лодзь — 4 октября 1977, там же) — польская актриса театра, кино и телевидения.

## Биография
Ядвига Анджеевская родилась 30 марта 1915 года в Лодзи. Дебютировала в театре в 1932 году (роль Мануэли в пьесе Кристы Винслоу «Девушки в униформе», Камерный театр в Варшаве), в кино — в 1933 году (флорист в фильме «История греха» по одноимённому роману Стефана Жеромского). Актриса театров в Варшаве и в Лодзи, во время Второй мировой войны — в CCCP, Италии, Англии. Выступала в спектаклях «театра телевидения» в 1964–1976 годах. Умерла 4 октября 1977 года в Лодзи, похоронена на кладбище Долы. После этого установили именную звезду в её честь на польской Аллее звезд.

## Избранная фильмография
- 1933 — История греха / Dzieje grzechu — флорист
- 1933 — Приговор жизни / Wyrok życia — Ядзя
- 1935 — Вацусь / Wacuś — Казя
- 1936 — Верная река / Wierna rzeka — дочь трактирщика
- 1936 — Папа женится / Papa się żeni — Ядзя
- 1936 — Ада! Это же неудобно! / Ada! To nie wypada! — Зофья
- 1936 — 30 каратов счастья / 30 karatów szczęścia — Зоська
- 1937 — Женщины / Femmes (Франция) — Мария
- 1937 — Парад Варшавы / Parada Warszawy — актриса
- 1937 — Девушки из Новолипок / Dziewczęta z Nowolipek — Франка
- 1937 — Извозчик № 13 / Dorożkarz nr 13 — Ядзя
- 1938 — Забытая мелодия / Zapomniana melodia — Ядзя
- 1938 — Страхи / Strachy — Линка
- 1938 — Мои родители разводятся / Moi rodzice rozwodzą się — Стася, дочь Налэнчов
- 1938 — Женщины над пропастью / Kobiety nad przepaścią — Иза
- 1939 — Доктор Мурек / Doktór Murek — Мика
- 1942 — Боевой киносборник № 9 (CCCP) — Ядзя (в титрах Я. Анджиевская)
- 1945 — Обратная дорога / Wielka droga (Италия) — Ядвига, медсестра
- 1954 — Под фригийской звездой / Pod gwiazdą frygijską — Томчевская
- 1957 — Конец ночи / Koniec nocy — мать Филиппа
- 1957 — Прощание с дьяволом / Pożegnanie z diabłem — Зофья Яницкая
- 1957 — Земля / Ziemia — Вавжинячка
- 1958 — Городок / Miasteczko — Стефания Каспшак
- 1959 — Лунатики / Lunatycy — соседка Куровских
- 1959 — Место на земле / Miejsce na ziemi — Хеля, мать Анджея
- 1961 — Нефть / Nafta — Маевская, мать Баськи
- 1961 — Минувшее время / Czas przeszły — мать Антония
- 1962 — Комедианты / Komedianty — Папузя, костюмерша
- 1962 — Дом без окон / Dom bez okien — Аня, конферансье
- 1962 — Семья Милцареков / Rodzina Milcarków — Магдуся
- 1965 — Пепел / Popioły — мать Рафала
- 1966 — Лекарство от любви / Lekarstwo na miłość — старушка с собакой на руках в кинологическом обществе
- 1967 — Матримониальный справочник / Poradnik matrymonialny — Стысьова
- 1968 — Четыре танкиста и собака / Czterej pancerni i pies — Черешнякова, мать Томека (только в 9-й серии)
- 1969 — Олимпийский факел / Znicz olimpijski — мать Ханки
- 1971 — Кудесник за рулем / Motodrama — клиентка на почте
- 1972 — 150 км в час / 150 na godzinę — женщина
- 1974 — Земля обетованная / Ziemia obiecana — фрау Бухгольц
- 1977 — Миллионер / Milioner — мать Юзефа